# Projekt Republika – Przystanek Woodstock 2011
Projekt Republika – Przystanek Woodstock 2011 – dwupłytowy zapis koncertu „Projektu Republika” z Woodstocku z 2011 roku.

## Projekt Republika
Jest to reaktywowany skład Republiki na koncert z okazji 30-lecia powstania zespołu Republika, oraz 10. rocznicy śmierci Grzegorza Ciechowskiego. Do składu Projektu Republika należą Leszek Biolik, Zbigniew Krzywański, Bartek Gasiul, Andrzej Rajski.

## Wykonawcy
Oprócz składu „Projektu Republika” gościnnie wystąpili:
1. Andrzej „Kobra” Kraiński
2. Tomek „Lipa” Lipnicki
3. Ania Dąbrowska
4. Tomasz „Titus” Pukacki
5. Tomasz Makowiecki
6. Piotr „Glaca” Mohamed
7. Jacek Bończyk
8. Katarzyna Kowalska
9. Maciej Silski[1]
10. Jakub Nowak

## Piosenki na CD
1. Paryż Moskwa 17.15/Poranna Wiadomość
2. Sexy Doll
3. Kombinat
4. Reinkarnacje
5. Tak, tak... To Ja!
6. Sam Na Linie
7. Biała Flaga
8. Halucynacje
9. Psy Pawłowa
10. Leszek Biolik wręcza gitarę basową Jurkowi Owsiakowi
11. Nie Pytaj O Polskę
12. Podziękowania!

## Piosenki na DVD
- Zespół Elements

1. Zagubiony w Akcji
2. Śmierć w Bikini/Rewolucja
3. On-Ja
4. Rak Miłości

- Zespół Depresjoniści

1. Jeniec
2. Łapanka
3. Sado-Maso Piosenka
4. Fast